# Casimir Roumeguère
Casimir Roumeguère (Toulouse, 15 de agosto de 1828 - 29 de febrero de 1892) fue un profesor, briólogo, micólogo, pteridólogo, y botánico francés.
Se conserva su herbario en el "Instituto de Herbarios Universitarios de Clermont-Ferrand

## Algunas publicaciones
- Berlese, A.N.; Saccardo, F.; Roumeguère, C. 1889. Contributiones ad floram mycologicam lusitaniae. II. Fungi lusitanici a cl. Moller lecti. Revue Mycologique Toulouse 11: 117-124
- Debeaux, O.; Trabut, A.; Therry, J.; Telesphore; Roumeguère, C. 1880. Bouquet de champignons nouveaux observés dans le Midi de la France et en Algérie (1879-1880). Revue Mycologique Toulouse 2: 187-191
- Karsten, P.A.; Fautrey, F.; Roumeguère, C. 1890. Fungi novi vele minus bene cogniti. Revue Mycologique Toulouse 12: inc. 127
- Karsten, P.A.; Roumeguère, C. 1890. Champignons nouveaux du Tonkin. II. Revue Mycologique Toulouse 12: 75-79
- Passerini, G.; Roumeguère, C. 1885. Fungi Gallici exsiccati. Centurie XXXIV. Revue Mycologique Toulouse 7: 167-178
- Roumeguère, C. 1879. Recent experiments by Dr. Minks. “Lichens not parasitical fungi on algae”. Grevillea 7 (43): 89-92
- ------------. 1880. Publication des ‘Reliquiae Libertianae’. Pars 1. Revue Mycologique Toulouse 2 (1): 7-24
- ------------. 1880. Fungi Gallici exsiccati, cent. X. Revue Mycologique Toulouse 2: 200-202
- ------------. 1882. Fungi Gallici exsiccati. Centurie XXII. Revue Mycologique Toulouse 4: 150-[153]
- ------------. 1885. Fungi exsiccati praecipue Gallici. Centurie XXXIV. Revue Mycologique Toulouse 7: 167-178
- ------------. 1886. Fungi Gallici exsiccati. Centurie XXXVII. Revue Mycologique Toulouse 8: 85-94
- ------------. 1886. Fungi Gallici exsiccati. Centurie XXXVIII. Revue Mycologique Toulouse 8: 146-156
- ------------. 1886. Une nouvelle maladie du froment. Revue Mycologique Toulouse 8: 177-178
- ------------. 1889. Fungi selecti exsiccati. Revue Mycologique Toulouse 11: 61-69
- ------------. 1891. Fungi exsiccati praecipue Gallici. Centurie LVIIe. Revue Mycologique Toulouse 13: 73-83
- ------------. 1891. Fungi Gallici Exsiccati. Centurie LIXe. Revue Mycologique Toulouse 13 (52): 163-173
- ------------. 1892. Fungi exsiccati praecipue Gallici, LXe centurie. Revue Mycologique Toulouse 14: 1-11
- ------------. 1892. Fungi exsiccati praecipue Gallici, LXIIe centurie. Revue Mycologique Toulouse 14: 168-178
- ------------, F. Fautrey. 1889. Fungi selecti gallici exsiccati. Century 49 [Nº 4801-4900]. Roumeguère & Fautrey
- ------------, P.A. Saccardo. 1881. Fungi Algerienses Trabutiani – Sertulum II (1). Revue Mycologique Toulouse 3: 26-30
- Saccardo, P.A., C. Roumeguère. 1881. Fungi Algerienses Trabutiani – Sertulum II. Revue Mycologique Toulouse 3 (9): 26-32
- ------------, *------------. 1884. Reliquiae mycologicae Libertianae. Series IV. Revue Mycologique Toulouse 6: 26-39
- ------------, *------------. 1885. Fungi Algerienses, Tahitenses et Gallici. Revue Mycologique Toulouse 7: 158-161
- Winter, G.; C. Roumeguère. 1887. Champignons parasites des Eucalyptus. Revue Mycologique Toulouse 9: 41-42

### Libros
- pier Andrea Saccardo, casimir Roumeguère, marie anne Libert. 1881. Reliquiae mycologicae Libertianae. 21 pp.
- 1879. Flore mycologique du département de Tarn-et-Garonne: Agaricinées. 278 pp. Reimprimió Kessinger Publ. LLC, 2010. 296 pp. ISBN 116117236X
- 1876. Statistique botanique du Département de la Haute-Garonne. 101 pp.
- 1870. Bryologie du département de l'aude. 100 pp.
- 1868. Cryptogamie illustrée; ou, Histoire des familles naturelles des plantes acotylédones d'Europe: coordonnée suivant les dernières classifications et complétée par les recherches scientifiques les plus récentes. Famille des lichens. 73 pp. en línea